# Louis Harold Gray
Louis Harold Gray (Londres, 10 de novembro de 1905 — Hillingdon, 9 de julho de 1965) foi um físico britânico.
Trabalhou principalmente com investigações dos efeitos da radiação em sistemas biológicos, originando o campo da radiobiologia. Dentre muitas de suas realizações, definiu uma unidade de dosagem de radiação que foi posteriormente denominada gray no Sistema Internacional de Unidades.

## Carreira
- 1933 - Físico no Mount Vernon Hospital, Londres
- 1936 - Desenvolveu a equação de Bragg-Gray, a base para o método da ionização de cavidade de medição da absorção de energia de raios gama pelos materiais
- 1937 - Construiu um primitivo gerador de nêutrons no Mount Vernon Hospital
- 1938 - Estudou efeitos biológicos dos nêutrons usando o gerador
- 1940 - Desenvolveu o conceito da Eficácia Biológica Relativa (Relative Biological Effectivenes - RBE) de doses de nêutrons
- 1952 - Iniciou pesquisas sobre células em hipóxia e tumores em medicina hiperbárica
- 1953 - Estabeleceu o Laboratório Gray no Mount Vernon Hospital
- 1953 - 1960 - Sob a direção de Gray, Jack W. Boag desenvolveu a radiólise
- 1962 - Ed Hart, do Argonne National Laboratory e Jack Boag descobriram o elétron hidratado usando radiólise no Laboratório Gray